# Pernambuco
Pernambuco (IPA: /peɾ.nɐ̃.'bu.ku/) är en delstat i östra Brasilien. Folkmängden uppgår till cirka 9,3 miljoner invånare. Dess huvudstad är Recife, och andra stora städer är Cabo de Santo Agostinho, Caruaru, Jaboatão dos Guararapes, Olinda, Paulista och Petrolina. Staten har 4,6% av den brasilianska befolkningen och producerar endast 2,8% av landets BNP.